# Saravali
Saravali  este un oraș în Grecia în Prefectura Ahaia.